# ليبيا إف إم
إذاعة ليبيا إف إم أو راديو ليبيا إف إم (بالإنجليزية: Libya FM) هي إذاعة ليبية خاصة تأسست سنة 2011 و هي ملك لعائلة الشاعري. بدأت الإذاعة بثها أثناء حرب ثورة 17 فبراير من استوديوهات لها في القاهرة حيث كانت تبث الأغاني الحماسية و الثورية، ثم بعد ذلك بدأت ببث بعض البرامج كان أهمها برنامج لمة خوت و أيضا كانت تبث الأخبار على رأس كل ساعة في نشرة أخبار كل ساعة اما الآن فالإذاعة لديها باقة من البرامج المتنوعة منها الشان الليبي يوم جديد وتريبونا ومروحين معاك.

## بداية ظهور الإذاعة
كانت بداية ظهور الإذاعة عبر قمر النايل سات كإذاعة تلفزيونية ليبية ثم مع تقدم الثوار بدأت البث على الموحات القصيرة و إف إم في مدن عدة في ليبيا أهمها بنغازي و مدن الشمال الشرقي و الجنوب الشرقي لليبيا و مصراتة و جبل نفوسة ثم بقية مدن الشمال الغربي و الآن الإذاعة تبث على كافة الأراضي الليبي

## ترددات الإذاعة
تردد الإذاعة على نايل سات : 11349 عمودي v 
تبث الإذاعة على موجة إف إم 92.4 في طرابلس 
تبث الإذاعة في بنغازي على الموجة 88.5 إف إم
تبث الإذاعة في مصراتة على الموجة 88.5 إف إم
تبث الإذاعة في ترهونة على الموجة 88.5 إف إم
تبث الإذاعة في بني وليد على الموجة 88.5 إف إم
تبث الإذاعة في زليتن على الموجة 88.5 إف إم